# 谷德乡
谷德乡，是中华人民共和国四川省凉山彝族自治州金阳县曾经下辖的一个乡。2021年1月12日，撤销谷德乡，原谷德乡库依村所属行政区域为拖觉镇的行政区域；原谷德乡稳觉村、谷德村、者木沟村所属行政区域为洛觉镇的行政区域。

## 行政区划
谷德乡撤销前下辖以下地区：
者木沟村、谷德村、稳觉村和库依村。